# Tatia Starkey
Tatia Starkey (Londres, Inglaterra; 7 de septiembre de 1985) es una guitarrista y bajista inglesa quien es hija de Zak Starkey baterista actual de The Who, quien a su vez es hijo del ex-Beatle y también baterista Ringo Starr. Debido a las fuertes comparaciones que tenía su padre con su abuelo Tatia decidió romper la tradición familiar y usó la guitarra en lugar de la batería con el nombre artístico de Veronica Avant. Es miembro del grupo Belakiss quienes reconocen influencia de grupos como Led Zeppelin, Radiohead, Oasis, Pink Floyd y The Velvet Underground, pero curiosamente no de The Beatles.